# Iosif Szkłowski
Iosif (Józef) Samuiłowicz Szkłowski (Ио́сиф Самуи́лович Шкло́вский, ur. 1 lipca 1916 w Głuchowie, zm. 3 marca 1985 w Moskwie) – radziecki astrofizyk i radioastronom; był członkiem korespondentem Akademii Nauk ZSRR, członkiem zagranicznym Narodowej Akademii Nauk (USA), Amerykańskiej Akademii Sztuk i Nauk, Królewskiego Towarzystwa Astronomicznego Wielkiej Brytanii.

## Życiorys
Po ukończeniu Wydziału Fizyki Uniwersytetu Moskiewskiego i odbyciu aspirantury na tym wydziale od 1938 roku pracował w Instytucie Astronomii tegoż uniwersytetu. Od 1968 roku był kierownikiem oddziału astrofizyki w Instytucie Badań Kosmicznych w Moskwie.
Specjalizował się w astrofizyce, radioastronomii. Zajmował się naturą supernowych, badaniem promieniowania kosmicznego i korony słonecznej. Do największych jego osiągnięć należy opracowanie teorii jonizacji korony słonecznej, badania nad promieniowaniem radiowym Galaktyki oraz nad pochodzeniem promieni kosmicznych. Wykazał, że promieniowanie pochodzące z Mgławicy Kraba jest synchrotronowe. Zasugerował też, że wybuchy supernowych w odległościach bliższych niż 300 lat świetlnych od Słońca mogły być odpowiedzialne za niektóre z masowych wyginięć na Ziemi. Przez wiele lat był entuzjastą poszukiwań cywilizacji pozaziemskich. Pod koniec życia uznał, że jesteśmy sami w kosmosie, a jego nasłuch jest stratą czasu i pieniędzy. O ile można podejrzewać, że w wielu rejonach kosmosu mogą występować najprostsze formy życia, na przykład bakterie, o tyle rozwinięcie się poza Ziemią wyższych organizmów wydaje się mało prawdopodobne.
W 1960 otrzymał Nagrodę Leninowską, w 1972 – Złoty Medal Catherine Wolfe Bruce, obydwa wyróżnienia za całokształt pracy naukowej. Na jego cześć nazwano planetoidę (2849) Shklovskij oraz krater na księżycu Marsa Fobosie. Jego ironiczną książkę, Pięć miliardów butelek wódki do Księżyca: Opowieści o radzieckich naukowcach, wydano pośmiertnie w 1991 roku.

## Wybrane publikacje
- I.S. Shklovsky: Cosmic Radio Waves, Cambridge, Harvard University Press, 1960
- I.S. Shklovsky: Вселенная, жизнь, разум, Akademia Nauk ZSRR, Moskwa 1962 (wydanie polskie: Wszechświat, życie, myśl, PWN, Seria wydawnicza: "Biblioteka Problemów" tom 84, przekład Zbigniew Jethon, Warszawa 1965),
- I.S. Shklovsky: Physics of the Solar Corona, Pergamon Press, Oxford, UK, 1965
- I.S. Shklovsky, C. Sagan: Intelligent Life in the Universe, Holden-Day, San Francisco 1966
- I.S. Shklovskii, Supernovae, New York: Wiley, 1968
- I.S. Shklovsky: Звезды: их рождение, жизнь и смерть Moskwa «Наука», 1975 (wydanie polskie: Życie gwiazd "Złota Seria" - Wiedza Powszechna, Warszawa 1982 przekład Tomasz Kwast, ISBN 83-214-0277-1)
- I.S. Shklovsky: Stars: Their Birth, Life, Death, San Francisco, 1978, ISBN 0-7167-0024-7
- I.S. Shklovsky: Five Billion Vodka Bottles to the Moon: Tales of a Soviet Scientist, W.W. Norton & Company, 1991, ISBN 978-0-393-02990-1